# Tomatillo, Mexiko
Tomatillo är en ort i Mexiko.   Den ligger i kommunen Playa Vicente och delstaten Veracruz, i den sydöstra delen av landet, 400 km sydost om huvudstaden Mexico City. Tomatillo ligger 84 meter över havet och antalet invånare är 515.
Terrängen runt Tomatillo är huvudsakligen platt. Tomatillo ligger nere i en dal. Runt Tomatillo är det ganska glesbefolkat, med 24 invånare per kvadratkilometer. Närmaste större samhälle är Playa Vicente, 14,9 km norr om Tomatillo. Omgivningarna runt Tomatillo är en mosaik av jordbruksmark och naturlig växtlighet.